# پانکی (استان سیلسیان)
پانکی (به لهستانی:  Panki) یک روستا در لهستان است که در گمینا پانکی واقع شده‌است. پانکی ۱٬۷۷۳ نفر جمعیت دارد.